# یوزوکی آکی‌یاما
یوزوکی آکی‌یاما (انگلیسی: Yuzuki Akiyama؛ زادهٔ ۱۴ آوریل ۱۹۹۳) بازیگر اهل ژاپن است.